# Nancy Graves
Nancy Graves (Pittsfield, Massachusetts, 23 de diciembre de 1939 – 21 de octubre de 1995) fue una escultora, pintora, grabadora y cineasta ocasional estadounidense, conocida por su atención a los fenómenos naturales como camellos o mapas de la Luna. Sus obras están incluidas en muchas colecciones públicas, incluyendo la Galería Nacional de Arte (Washington), el Museo de Arte de Brooklyn, el Museo Smithsoniano de Arte Estadounidense, la Galería Nacional de Australia (Canberra), y el Centro de Arte Walker (Minneapolis). Fue la primera mujer que tuvo una retrospectiva en solitario en el Museo Whitney Su más famosa escultura, Camellos, fue presentada por vez primera en el Museo Whitney de Arte Estadounidense. 